# Chess Titans
Chess Titans — це шахова відеогра з 3D-графікою, розроблена Oberon Games і включена в Windows Vista та Windows 7 Home Premium, Professional, Enterprise і Ultimate. Це повністю тривимірна анімована, фотореалістична інтерактивна гра в шахи з десятьма рівнями складності, якщо грати проти комп’ютера. У неї можуть грати два учасники або один гравець проти комп'ютера. 

## Історія
Гра була публічно представлена в Windows Vista build 5219.
Ще одна шахова програма від Microsoft, відома просто як Chess, була включена в Microsoft Entertainment Pack 4 для попередніх версій Windows у 1992 році Його розробив Девід Норріс, колишній співробітник Microsoft і автор шахового движка «Зикурат».

## Графіка
Гра повністю анімована та розроблена для демонстрації графічних можливостей з апаратним прискоренням попередньої версії Windows Presentation Foundation у Windows Vista. У грі є фотореалістична дошка, яку можна обертати в 3D, а для шахових фігур і дошки доступні теми. Гра демонструє 3D-можливості Vista на робочому столі.

## Ігровий процес
У гру можна грати за допомогою миші та клавіатури або будь-якого контролера геймпада для Windows. Його також можна відтворювати через медіацентр Windows за допомогою пульта дистанційного керування, що постачається з платами ТВ-тюнера, а також на деяких ноутбуках.
У хід кожного гравця Chess Titans показує останній хід, зроблений суперником. Гравець також може натиснути на шахову фігуру, щоб виділити всі дійсні ходи цієї фігури. Ці функції можна вимкнути в діалоговому вікні «Параметри».

### Гравець проти комп'ютера
- Chess Titans має десять рівнів складності, які можна вибрати в діалоговому вікні «Параметри». Гравець також може вибрати, грати чорними чи білими. Під час першої гри проти комп’ютера гравцеві пропонується вибрати початковий рівень складності: «Початківець» (рівень 2), «Середній» (рівень 5) або «Просунутий» (рівень 8).[6][7]

Chess Titans веде облік того, скільки партій гравець виграв, зіграв унічию та програв проти комп’ютера на кожному рівні складності. Статистику можна скинути, однак вона не обчислює числа Ело або, оскільки гравець може грати проти комп’ютера, їх наближення.

### Гравець проти гравця
У грі двох гравців шахова дошка автоматично повертається на 180 градусів для протилежного гравця після кожного ходу. Цю опцію можна вимкнути. Chess Titans зберігає всі результати ігор двох гравців.